# Bokskorpion
Bokskorpion (Chelifer cancroides) är ett spindeldjur i ordningen klokrypare. Den har i likhet med (äkta) skorpioner två kräftliknande klor men saknar skorpioners gifttagg på stjärten.

## Biologi
Bokskorpionerna tillhör ordningen Pseudoscorpiones, på svenska klokrypare, bland spindeldjuren. Alla klokrypare har de typiska klorna och åtta gångben. Klokryparna är alltså varken skorpioner, spindlar, kvalster eller insekter.
Den liknar en skorpion och har liksom dessa två klosaxförsedda klor fram, men till skillnad från äkta skorpioner saknar den gifttagg på den rundade bakdelen. Den bruna kroppen är 3–4 mm lång, och framkroppens sidor har mycket små och spetsiga knölar. Bokskorpionen kan krypa baklänges och i sidled utan problem.

## Förekomst
Bokskorpionen lever ofta inomhus, där den bedriver jakt på småinsekter som boklöss, hoppstjärtar och kvalster. Den håller sig ofta undangömd tills det blir mörkt men kan även i ovanliga fall synas på dagen. 
Detta spindeldjur är en kosmopolitisk art (spridd med människan), och den lever över större delen av Sverige. Den påträffas bland annat i fågelbon, bikupor, ladugårdar med mera. Den är mest känd för sin förekomst i bostäder, där den bland annat återfinns i gamla böcker.